# Stjepan Jeršek Štef
Stjepan Jeršek Štef (Josipovac, 8. svibnja 1954.) je hrvatski pjevač narodne (tamburaške) glazbe.

## Životopis
Rođen je 1954. godine u osječkom predgrađu Josipovcu u obitelji koja je 1941. bila ondje kolonizirana iz Zagorja, a u kojoj se govorilo zagorskim dijalektom kajkavskog narječja.
Glazbom se počeo baviti 1969. godine kad je postao članom zabavnog sastava Breze, koji je, osim zabavne, svirao i pop i rock glazbu. Nakon 13 godina prešao je u sastav Hit koji je djelovao oko 10 godina. Istodobno je bio članom više folklornih društava: Seljačka sloga Bizovac, KUD Tomislav Županja te Osijek 1862, unutar kojih se intenzivnije bavio tamburaškom glazbom, po kojoj je i najpoznatiji.